# Campephagidae
Campephagidae Vigors, 1825 è una famiglia di uccelli passeriformi.

## Tassonomia
La famiglia comprende 93 specie in 11 generi:
- Genere Pericrocotus F.Boie, 1826
  - Pericrocotus erythropygius (Jerdon, 1840)
  - Pericrocotus albifrons Jerdon, 1862
  - Pericrocotus igneus Blyth, 1846
  - Pericrocotus cinnamomeus (Linnaeus, 1766)
  - Pericrocotus solaris Blyth, 1846
  - Pericrocotus miniatus (Temminck, 1822)
  - Pericrocotus brevirostris (Vigors, 1831)
  - Pericrocotus lansbergei Büttikofer, 1886
  - Pericrocotus ethologus Bangs & Phillips, JC, 1914
  - Pericrocotus flammeus (Forster, JR, 1781)
  - Pericrocotus speciosus (Latham, 1790)
  - Pericrocotus divaricatus (Raffles, 1822)
  - Pericrocotus tegimae Stejneger, 1887
  - Pericrocotus cantonensis Swinhoe & Sclater, PL, 1861
  - Pericrocotus roseus (Vieillot, 1818)

- Genere Ceblepyris Cuvier, 1816
  - Ceblepyris cinereus (Statius Müller, 1776) -  coracina del Madagascar
  - Ceblepyris cucullatus (Milne-Edwards & Oustalet, 1885)
  - Ceblepyris graueri Neumann, 1908
  - Ceblepyris pectoralis (Jardine & Selby, 1828)
  - Ceblepyris caesius (Lichtenstein, 1823)

- Genere Coracina
  - Coracina caeruleogrisea (Gray, GR, 1858)
  - Coracina longicauda (De Vis, 1890)
  - Coracina temminckii (Müller, S, 1843)
  - Coracina bicolor (Temminck, 1824)
  - Coracina maxima (Rüppell, 1839)
  - Coracina lineata (Swainson, 1825)
  - Coracina novaehollandiae (Gmelin, JF, 1789)
  - Coracina boyeri (Gray, GR, 1846) - coracina di Boyer
  - Coracina fortis (Salvadori, 1878)
  - Coracina personata (Müller, S, 1843)
  - Coracina welchmani (Tristram, 1892)
  - Coracina caledonica (Gmelin, JF, 1788)
  - Coracina striata (Boddaert, 1783)
  - Coracina javensis (Horsfield, 1821)
  - Coracina macei (Lesson, 1831)
  - Coracina dobsoni (Ball, 1872)
  - Coracina schistacea (Sharpe, 1878)
  - Coracina leucopygia (Bonaparte, 1850)
  - Coracina larvata (Müller, S, 1843)
  - Coracina papuensis (Gmelin, JF, 1788)
  - Coracina ingens (Rothschild & Hartert, 1914)
  - Coracina atriceps (Müller, S, 1843)

- Genere Campephaga
  - Campephaga flava Vieillot, 1817
  - Campephaga phoenicea (Latham, 1790)
  - Campephaga petiti Oustalet, 1884
  - Campephaga quiscalina Finsch, 1869

- Genere Lobotos
  - Lobotos lobatus (Temminck, 1824)
  - Lobotos oriolinus Bates, 1909

- Genere Campochaera
  - Campochaera sloetii (Schlegel, 1866)

- Genere Malindangia Mearns, 1907
  - Malindangia mcgregori Mearns, 1907

- Genere Edolisoma Jacquinot & Pucheran, 1853
  - Edolisoma anale (Verreaux, J & Des Murs, 1860)
  - Edolisoma coerulescens (Blyth, 1842)
  - Edolisoma ostentum Ripley, 1952
  - Edolisoma montanum (Meyer, AB, 1874)
  - Edolisoma dohertyi (Hartert, 1896)
  - Edolisoma dispar (Salvadori, 1878)
  - Edolisoma schisticeps (Gray, GR, 1846)
  - Edolisoma ceramense (Bonaparte, 1850)
  - Edolisoma mindanensis (Tweeddale, 1879)
  - Edolisoma salomonis (Tristram, 1879)
  - Edolisoma holopolium (Sharpe, 1888)
  - Edolisoma morio (Müller, S, 1843)
  - Edolisoma incertum (Meyer, AB, 1874)
  - Edolisoma remotum (Sharpe, 1878)
  - Edolisoma sula (Hartert, 1918)
  - Edolisoma tenuirostris (Jardine, 1831)
  - Edolisoma admiralitatis Rothschild & Hartert, 1914
  - Edolisoma monacha (Hartlaub & Finsch, 1872)
  - Edolisoma nesiotis (Hartlaub & Finsch, 1872)
  - Edolisoma insperatum (Finsch, 1876)
  - Coracina melas (Lesson, 1828)
  - Coracina parvula (Salvadori, 1878)

- Genere Celebesica Strand, 1928
  - Celebesica abbotti (Riley, 1918)

- Genere Cyanograucalus Hartlaub, 1861
  - Cyanograucalus azureus (Cassin, 1852)

- Genere Lalage F.Boie, 1826
  - Lalage maculosa (Peale, 1848)
  - Lalage sharpei Rothschild, 1900
  - Lalage sueurii (Vieillot, 1818)
  - Lalage leucopyga (Gould, 1838)
  - Lalage tricolor (Swainson, 1825)
  - Lalage aurea (Temminck, 1825)
  - Lalage atrovirens (Gray, GR, 1862)
  - Lalage moesta Sclater, PL, 1883
  - Lalage leucomela (Vigors & Horsfield, 1827)
  - Lalage conjuncta Rothschild & Hartert, 1924
  - Lalage melanoleuca (Blyth, 1861)
  - Lalage nigra (Forster, JR, 1781)
  - Lalage leucopygialis Walden, 1872
  - Lalage melaschistos (Hodgson, 1836)
  - Lalage melanoptera (Rüppell, 1839)
  - Lalage polioptera (Sharpe, 1878)
  - Lalage fimbriata (Temminck, 1824)
  - Lalage typica (Hartlaub, 1865) -  coracina di Mauritius
  - Lalage newtoni (Pollen, 1866)